# Djuena Tikuna
Djuena Tikuna (Umariaçú, Tabatinga, Alto Solimões, Amazonas, 1985) es una cantante indígena brasileña, tikuna, quien en 2017 se convirtió en la primera indígena en protagonizar un espectáculo musical en el Teatro Amazonas (Manaus), en los 121 años de existencia del lugar, donde lanzó el álbum Tchautchiüãne. También realizó la primera Exposición de música indígena en su estado. Todas sus composiciones están en idioma tikuna, del pueblo amerindio que habita la zona fronteriza entre Brasil, Colombia y Perú.

## Biografía
Se inició en el teatro con la obra "Antes, cuando el mundo no existía", dirigida por Nonato Tavares, cuando tenía 14 años y a partir de ahí comenzó su desarrollo artístico. Pero su inclinación por la música era más fuerte, Desde niña acompañaba a su madre, cantante indígena del Grupo Wotchimaucu.
Djuena (que significa "el jaguar que salta sobre el río") Tikuna es una de las voces de Sonora Brasil, un proyecto que tiene como objetivo llevar la música de grupos de mujeres y pueblos nativos de gira por todo Brasil, para permitir el contacto con la calidad y la diversidad de la música brasileña, fomentar nuevos hábitos de apreciación musical y sacar la música de los grandes centros urbanos.
"Cuando el bebé está en el vientre, las madres ya cantan. Siempre se canta en idioma ticuna, ya sea en canciones de cuna o en rituales. Es una canción muy espiritual, cada nota tiene un significado. Es como escribir, escribes con tu alma", dijo en una entrevista con El País en 2017.
"El mensaje que debemos transmitir como mujeres indígenas y artistas es que debemos unirnos más para luchar por nuestros derechos. Somos diversos, pero no somos diferentes. Y cuanto más nos ataquen, más seguiremos en pie", dijo en una entrevista con El País en 2017.
En 2017, lanzó su primer álbum, Tchautchiüãne. La presentación de este primer disco se realizó en el Teatro Amazonas, en Manaus, durante las celebraciones de 121 años de teatro, habiendo sido la primera mujer indígena en actuar en esta sala.
En febrero de 2018 se graduó en Comunicación Social y Periodismo en el Centro Universitário do Norte (UniNorte) de Manaus.
Desde el 23 de abril de 2018, realizó una serie de conciertos en São Paulo, por invitación de Magda Pucci, cantante e investigadora de música indígena. Actuó en salas como Sesc Taubaté, Sesc 24 de Maio y Estúdio Mawaca.
En mayo de 2018, fue la primera artista de la Amazonía brasileña en ser nominada para los Premios de Música Indígena, en la categoría de Mejor Artista Indígena Internacional, por el álbum Tchautchiüãne. El premio tiene como objetivo distinguir a artistas indígenas de todo el mundo y se celebra anualmente en la ciudad de Winnipeg, Canadá.
En 2019, participó en el primer festival de música indígena en Brasil, el Festival YBY, en São Paulo, junto con otros artistas y agentes culturales de la comunidad indígena.

## Discografía
- 2017: Tchautchiüãne. Dirección general: Djuena Tikuna y Diego Janatã. Grabación: José Maria Medeiros (Estudio 301). Manaus 1 CD (57 min)
- 2019: Wiyaegü. Direção geral: Djuena Tikuna e Diego Janatã. Gravação: José Maria Medeiros (Estúdio 301). Manaus. 1 CD (60 min)